# Duidania
Duidania es un género de plantas con flores perteneciente a la familia de las rubiáceas. Incluye una sola especie: Duidania montana Standl. (1931).